# Cooperativa de Trabalho em Tecnologias Livres
A Colivre - Cooperativa de Trabalho em Tecnologias Livres - é uma empresa cooperativa de serviços, formada no início de 2006, na cidade do Salvador, na Bahia, com o objetivo de contribuir para a difusão e o desenvolvimento de tecnologias livres por meio de soluções oferecidas a empresas, organizações da sociedade civil, órgãos públicos e Instituições de ensino.
A cooperativa mantém um forte relacionamento com a comunidade de Software Livre  e com a Economia Solidária 
A Colivre é também criadora do projeto Noosfero, plataforma web para redes sociais lançada em 2009, participou da concepção do Cirandas.net  e da reformulação do SotwareLivre.org. 
Em 25 de novembro de 2014, a Colivre conquistou o primeiro lugar do prêmio Cooperativa do Ano 2014, promovido pela OCB, na categoria Inovação e Tecnologia. A Colivre foi a única cooperativa do Nordeste entre as 21 finalistas brasileiras.